# Arthur Rosenberg
Arthur Rosenberg (Berlín, 19 de diciembre de 1889 - Nueva York, 7 de febrero de 1943) fue un marxista alemán, historiador, especialista en historia antigua y filósofo político.

## Datos biográficos
Rosenberg nació el año 1889 en Berlín, en el seno de una familia judío-alemana de clase media. Fue bautizado como protestante y durante años fue miembro activo del Movimiento Juvenil Sionista Alemán. Durante la enseñanza media (Gymnasium) destacó en los estudios. Después fue a la Universidad Friedrich Wilhelm de Berlín, donde estudió Historia Antigua y Arqueología; fue alumno de Otto Hirschfeld y del especialista en historia clásica Eduard Meyer. Muy pronto se convirtió en especialista en historia antigua (grecorromana) y, en concreto, en historia constitucional de la Roma clásica. En 1911 se doctoró con el trabajo Untersuchungen zur römischen Zenturienverfassung, y dos años más tarde consiguió su habilitación. En 1914, Rosenberg era un miembro plenamente integrado en la Academia alemana, defensor de las «ideas de 1914» y firmante de manifiestos de carácter nacionalista.
En el mismo 1914 y en el comienzo de la Primera Guerra Mundial fue movilizado, trabajando para la Kriegspresseamt (Oficina de Prensa del Ejército, el centro de espionaje organizado por el general Erich Ludendorff).
Después de la derrota alemana, el hundimiento del mundo en el que se había formado le produjo —como en tantos otros— una crisis de carácter moral y política que, en el caso de Rosenberg, se sustanció en un vuelco ideológico. Este le lleva al ingreso a finales de 1918, el año del fin de la guerra, en el nuevo Partido Socialdemócrata Independiente de Alemania (USPD). En 1920 se afilió al Partido Comunista de Alemania (KPD) donde desempeña puestos de relevancia. Desde 1924 fue miembro del Comité Central del KPD; es también elegido diputado. Rosenberg ese mismo año pasa a formar parte del ejecutivo ampliado y del Comité Ejecutivo del V Congreso de la Internacional Comunista.
Entre las influencias de Rosenberg destaca de manera clara la de Karl Korsch. Tanto uno como otro llegarán a describir la URSS como una sociedad de «capitalismo de estado», sobre la base de la política estaliniana fundamentada en los planes quinquenales.[cita requerida]
En 1927 abandona el Partido Comunista, alejándose de las posiciones políticas más revolucionarias —consideradas inviables— y defendiendo las ideas del socialismo democrático. En 1931 consiguió una plaza de profesor de Historia en la Universidad de Berlín.
Cuando los nazis lograron el poder en 1933, fue depurado de la Universidad por judío, huyendo a Suiza. Estuvo exiliado en Gran Bretaña durante tres años, desde 1934 a 1937, ejerciendo de profesor en la Universidad de Liverpool, para finalmente exiliarse en Estados Unidos, donde fue profesor en el Brooklyn College de Nueva York, lugar donde murió en 1943.
Aunque durante la década de 1960 sus libros fueron muy difundidos entre los historiadores alemanes.

## Pensamiento e investigaciones
Joaquín Mirás Albarrán indica en el prólogo al libro de Rosenberg, Democracia y lucha de clases en la antigüedad, que destaca su radicalidad política y su independencia de criterio desde el año 1918 hasta su muerte. Esa independencia le ocasionó y le ocasiona un olvido inmerecido, ya que —según Mirás— puede considerarse uno de los grandes pensadores del siglo xx y un revolucionario. Además fue uno de los grandes historiadores especializados en la investigación sobre la democracia y su tradición política claramente enfrentada a la separación de política y sociedad, delegación en las élites y falta de participación de los ciudadanos.
Otro gran estudioso de la democracia admirado por Rosenberg fue Albert Mathiez, defensor de Robespierre y los montagnards.

## Obra escrita de Rosenberg
En español
- 1926 - La historia de la República de Roma (1921), Trad. Margarita Nelken, Revista de Occidente, 200 pp.
- 1966 - Democracia y socialismo. Aporte a la historia política de los últimos 150 años (1938), Editorial Claridad, Buenos Aires, 303 pp.[3]
- 1976 - El fascismo como movimiento de masas, en AA VV, Fascismo y Capitalismo (1934), Sel. Wolfgang Abendrtoth, Ed. Martínez Roca, Barcelona, 1976, pp. 80 a 149.
- 1977 - Historia del bolchevismo (1932), Editorial Pasado y Presente, México, reeditado en 1981.
- 2006 - Democracia y lucha de clases en la Antigüedad (1921), Trad., notas y prólogo Joaquín Miras Albarrán, r.t. Mª Julia Bertomeu, El Viejo Topo, 158 pp., ISBN 84-96356-72-8.[4]

En alemán
- 1921 - Geschichte der römischen republik.
- 1921 - Demokratie und Klassenkampf im Altertum.
- 1928 - Die Entstehung der deutschen Republik 1871–1918.
- 1935 - Entstehung und Geschichte der Weimarer Republik., Fráncfort del Meno, 1961 (1ª edic Karlsbad, 1935), ISBN 3-434-00003-8.[5]
- 1932 - Geschichte des Bolschewismus: Von Marx bis zur Gegenwart. (traducido al inglés, italiano, noruego, hebreo y francés)
- 1934 - Der Faschismus als Massenbewegung: sein Aufstieg und seine Zersetzung.
- 1935 - Geschichte der deutschen Republik.
- 1938 - Demokratie und Sozialismus.

### Obras sobre Arthur Rosenberg
- 2005 - Jürgen von Ungern-Sternberg: Rosenberg, Arthur, en The Dictionary of British Classicists, Bristol 2005, Bd. 3, S. 836-838
- 2003 - Mario Kessler, Arthur Rosenberg. Ein Historiker im Zeitalter der Katastrophen (1889–1943). Böhlau-Verlag 2003, ISBN 3-412-04503-9.
  - Kurzfassung (vorlaufend): Im Zeitalter der Katastrophen. Arthur Rosenberg (1889–1943). Im Spannungsfeld von Wissenschaft und Politik. VSA-Verlag 2002, ISBN 3879759723 (39 S.)
- 1973 - Francis L. Carsten, Arthur Rosenberg: Ancient Historian into Leading Communist, Journal of Contemporary History, Vol. 8, No. 1. (Jan., 1973), pp. 63–75.
- 1982 - Karl Christ: Römische Geschichte und deutsche Geschichtswissenschaft. München, ISBN 3-406-08887-2, S. 177–186.